# ادمزویل (اوهایو)
ادمزویل، اوهایو (به انگلیسی: Adamsville, Ohio) در ایالات متحده آمریکا است که در اوهایو واقع شده‌است.

## خصوصیات
ادمزویل ۰٫۱۳ کیلومترمربع مساحت و ۱۱۴ نفر جمعیت دارد و ۳۱۱ متر بالاتر از سطح دریا واقع شده‌است.